# Zwelghaaien en snavelhaaien
De zwelghaaien en snavelhaaien (Centrophoridae) vormen een familie van haaien uit de orde van doornhaaiachtigen (Squaliformes). Ze komen voor in de Atlantische, Indische en Grote Oceaan in warme tot tropische wateren.

## Eigenschappen
Opvallend aan de soorten uit deze familie is dat de tanden in de onderkaak groter zijn dan de tanden in de bovenkaak.

## Taxonomie
De familie kent de volgende geslachten:
- Centrophorus - Müller & Henle, 1837
- Deania - Jordan & Snyder, 1902

Centrophoridae · Dalatiidae · Echinorhinidae · Etmopteridae · Oxynotidae · Somniosidae · Squalidae